# Vriesea duvaliana
Vriesea duvaliana é uma espécie de planta epífita pertencente à família das bromélias. É endêmica da mata atlântica do sul da Bahia.
A autoridade científica da espécie é Charles Jacques Édouard Morren, tendo sido publicada em 1884.